# Ciocia Jolesch
Ciocia Jolesch lub zmierzch Zachodu w anegdotach – zbior anegdot austriackiego pisarza Friedricha Torberga, opublikowany w 1975.
Książka opowiada o żydowskim mieszczaństwie  monarchii Austro-Węgierskiej. Torberg miał tylko 10 lat, gdy monarchia się skończyła (zob. I wojna światowa) w roku 1918, ale mówi, że to mieszczaństwo jeszcze istniało w okresie międzywojennym, i że prawdziwy upadek wydarzył się w 1938 roku (data Anschlussu). W przedmowie Torberg podkreśla, że książka jest książką rzewności, a nie smutku: Rzewność może się uśmiechać, a smutek nie może.
Historie w książce wydarzają się w rodzinie (to znaczy: w żydowskiej, ale najczęściej niepobożnej rodzinie), w teatrze, w redakcjach gazet, a przede wszystkim w kawiarni. Kawiarnia była dla Torberga centrum kultury, chyba nawet centrum życia. W kawiarni ludzie nie tylko piją kawę, lecz czytają gazety, grają w szachy albo w karty, rozmawiają, dyskutują o filozofii, polityce, o religii, o sporcie itd.
Cały rozdział w tej książce, i później cała książka Torberga ma tytuł Kawiarnia jest wszędzie.

## Ciocia Jolesch
Ciocia Jolesch była bardzo ważną osobą w swojej rodzinie. Często komentowała wydarzenia rodzinne – komentarze były krótkie, ale zawsze trafne. Na przykład, gdy bratanek opowiadał o swojej narzeczonej i ciągle chwalił jej urodę, ciocia Jolesch rzekła: Urodę można okryć jedną ręką!
Ciocia Jolesch była wspaniałą kucharką, ale sama nie miała ulubionej potrawy.
- Co ci smakuje? – zapytał ją bratanek.
- Nieważne, wszystko mi smakuje.
- Ależ musisz mieć ulubioną potrawę. Wyobraź sobie, że siedzisz w restauracji i wiesz, że umrzesz za pół godziny. Co zamawiasz?
- Coś gotowego.

Dla rodziny ulubioną potrawą cioci Jolesch były łazanki z kapustą. Gdy rozchodziła się plotka, że ciocia Jolesch przygotowuje łazanki z kapustą w następną niedzielę, krewni z całej monarchii zjeżdżali się do niej.
Nigdy nie zdradziła swojego tajemnego przepisu kucharskiego. Dopiero na łożu śmierci dała małą wskazówkę. Gdy bratanek zapytał: Ciociu, dlaczego twoje łazanki z kapustą były takie smaczne?, powiedziała: –Bo nigdy nie przygotowałam dość. I umarła.

## Molnár
Cały rozdział poświęcony jest Ferencowi Molnárowi (1878-1952).
Jak Torberg, Molnár też musiał wyemigrować do Ameryki i cierpiał tam z powodu obcego języka. Mówił po węgiersku, po niemiecku, po francusku, po włosku i oczywiście też po angielsku, ale nie był w nim biegły –  być może dlatego, że język angielski był powiązany z jego losem jako emigranta. Rozmawiał z Torbergiem o tym, że w obcym języku ludzie często wolą powiedzieć coś bez błędów, a nie to, co właściwie chcą wyrazić. Molnár zgodził się:
To jest tragiczne. Często muszę zmienić mój pogląd na świat w środku zdania, tylko z powodu gramatyki.
Molnár nienawidził wstawać wcześnie. Pewnego dnia musiał pojawić się w sądzie jako świadek, ale niestety bardzo wcześnie rano. Przyjaciołom Molnára rzeczywiście udało się go obudzić i punktualnie opuścili z nim dom. Gdy Molnár zobaczył wiele ludzi w drodze do pracy, zdziwił się i zapytał: – Ci ludzie – wszyscy są świadkami?

## Friedell
Egon Friedell (1878–1938) był austriackim pisarzem, dziennikarzem i krytykiem. Nie wyemigrował; kilka dni przed Anschlussem, napisał przyjacielowi: Jestem gotów do podróży. Gdy SA przyszła do jego domu, wyskoczył przez okno.
Torberg przekazuje taki cytat z Friedella: Turyści z Niemiec jedli Salzburger Nockerln (kluski salzburgskie, bardzo smaczne tradycyjne austriackie danie) w austriackiej restauracji. Gdy płacili, zapytali gospodarza o przepis. Najpierw powiedział, że przepis jest tajemnicą, ale oni prosili i prosili, aż w końcu dał im przepis. Potem jedna z turystek przeczytała przepis na głos i zapytała, czy to wszystko. Gospodarz przytaknął, ale Friedell, który słuchał cały czas, zaprzeczył: – Pani ma  prawie wszystko. Brak pani tylko jednej rzeczy: 600 lat Habsburgów.